# Premi Extraordinari Futurs Advocats i Advocades de Barcelona
|  | No s'ha de confondre amb Premi Joves Advocats Antonio Hernández-Gil. |

El Premi Extraordinari Futurs Advocats i Advocades de Barcelona (ICAB) és un premi regional d'àmbit barceloní atorgat per l'Il·lustre Col·legi de l'Advocacia de Barcelona i el Grup de l'Advocacia Jove de Barcelona (GAJ Barcelona). Premia la formació acadèmica dels estudiants d'advocacia d'àmbit barceloní.
El premi reconeix l'excel·lent formació dels futurs advocats que fan el màster d'advocacia i s'atorguen els següents premis:
- Quatre premis a l'estudiant amb el millor treball final de màster, en les especialitats de dret penal, civil-mercantil, laboral i administratiu.
- Un premi a l'estudiant amb millor qualificació en la Prova d'Estat d'Accés a l'Advocacia
- Un premi a la millor carrera acadèmica.

Només hi poden participar alumnes d'universitats barcelonines (Universitat de Barcelona, Universitat Pompeu Fabra, Universitat Abat Oliba i ESADE).

## Guardonats[Cal actualitzar]

### I Premi Extraordinari Futurs Advocats i Advocades de Barcelona (2020)[3]
Luis-Jesús Fernández Cuadras (millor qualificació en la prova d'accés), Roger Barat i Rubio (millor carrera acadèmica), Xavier Pajuelo Centeno (millor TFM Dret penal), Júlia Vizcaino Serrano (millor TFM Dret civil-mercantil), Gemma Villalbí Tomàs (millor TFM Dret laboral) i Paula Rodríguez Jiménez (millor TFM Dret administratiu).

### lI Premi Extraordinari Futurs Advocats i Advocades de Barcelona (2021):[4]
Carmen Hans González (millor qualificació en la prova d'accés), Jorge Fernàndez Garcia (millor carrera acadèmica), Belén Hernández Moura (millor TFM Dret penal), Laura Vinielles Soler (millor TFM Dret civil-mercantil), Júlia Rubio Rihuete (millor TFM Dret laboral) i Beatriz García Quiroga (millor TFM Dret adminnistratiu).